# 雙線鰍
雙線鰍為鰍属的一種溫帶淡水魚，分布於歐洲亞德里亞海北部沿岸淡水流域，體長可達6.5公分，棲息在沙石底質、植被生長、流動的溪流、湖泊，生活習性不明。

## 扩展阅读
維基物種上的相關：南部鰍